# تحليل تجريبي للسلوك

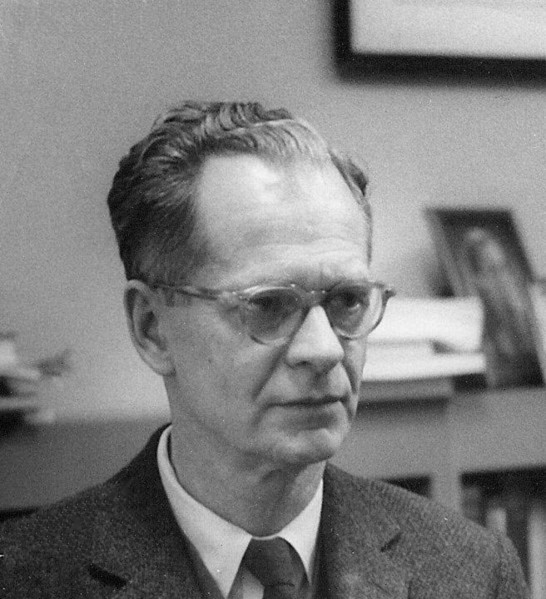
بورهوس فريدريك سكينر

التحليل التجريبي للسلوك (EAB) هو مدرسة فكرية في علم النفس تأسست على فلسفة بورهوس فريدريك سكينر للسلوكية الجذرية وتعرف المبادئ الأساسية المستخدمة في تحليل السلوك التطبيقي (ABA). كان المبدأ الرئيسي هو الاستقرائي، القائم على البيانات في دراسة العلاقات الوظيفية، على عكس أنواع نظرية التعلم الاستنتاجية الافتراضية التي نشأت في علم النفس المقارن في فترة 1920-1950. تميز نهج سكينر بالملاحظة التجريبية للسلوك القابل للقياس والذي يمكن التنبؤ به والتحكم فيه. يعود الفضل في نجاحه المبكر إلى فعالية إجراءات سكينر في عملية الإشراط الاستثابي، سواء في المختبر أو في علاج السلوك.